# Bolnissi-Inschriften
Bei den Bolnissi-Inschriften (georgisch ბოლნისის წარწერები) handelt es sich um drei Inschriften an der Kirche Bolnissis Sioni nahe dem Ort Bolnissi in Georgien. Sie werden auf das Ende des 5. Jahrhunderts datiert und gehören zu den ältesten Zeugnissen der georgischen Sprache und Schrift. Sie gelten sogar als die ältesten georgischen Schriftdenkmäler auf georgischem Boden (nach den um wenige Jahrzehnte älteren Inschriften in einer ehemaligen georgischen Klosterkirche in der Nähe von Bethlehem).

## Erste Inschrift

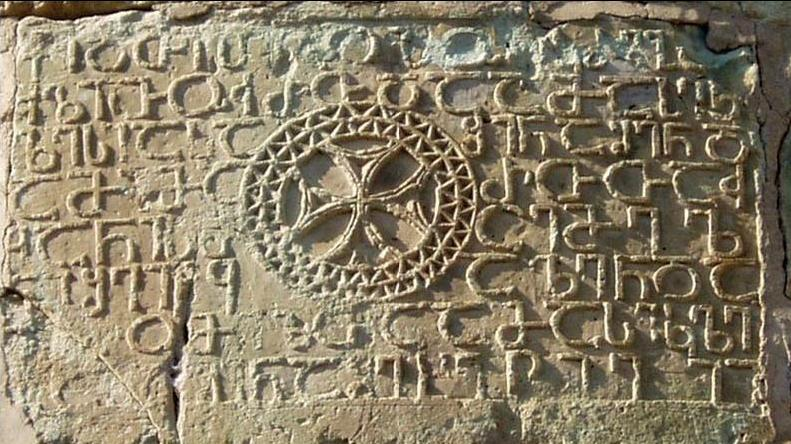
Die georgische Inschrift an der Apsis, in der Mitte das Bolnissikreuz

Die erste Inschrift befindet sich auf einem oberhalb des Fensters der Apsis in die östliche Außenwand der Kirche eingelassenen Stein. Die erhaben gemeißelten Buchstaben in Assomtawruli-Schrift sind in acht Zeilen um ein in der Mitte befindliches Reliefmedaillon angeordnet, das ein Bolnissi-Kreuz enthält.
Die Inschrift lautet:

„ქ~ე დ~თ ეპისკოპოსი კრებ
ულითურთ და ამას ეკ
ლესიასა______შინა შენდ
ა მიმა_________რთ თაჳ
ყანისმ_________ცემელ
ნი შეიწყ______ალენ და 
მშრომელთა ამას ეკლე
სიასა შინა შეხეწიე. ი ი.“

Übersetzung:
„Christus, erbarme dich des Bischofs David mit (seiner) Gemeinde und derer, die dir in dieser Kirche Verehrung erweisen, und hilf denen, die in dieser Kirche arbeiten.“
Es folgen zwei ი (I), die von dem georgischen Philologen Korneli Kekelidse als zweifaches იყავნ „so sei es“ gedeutet wurden.

## Zweite Inschrift

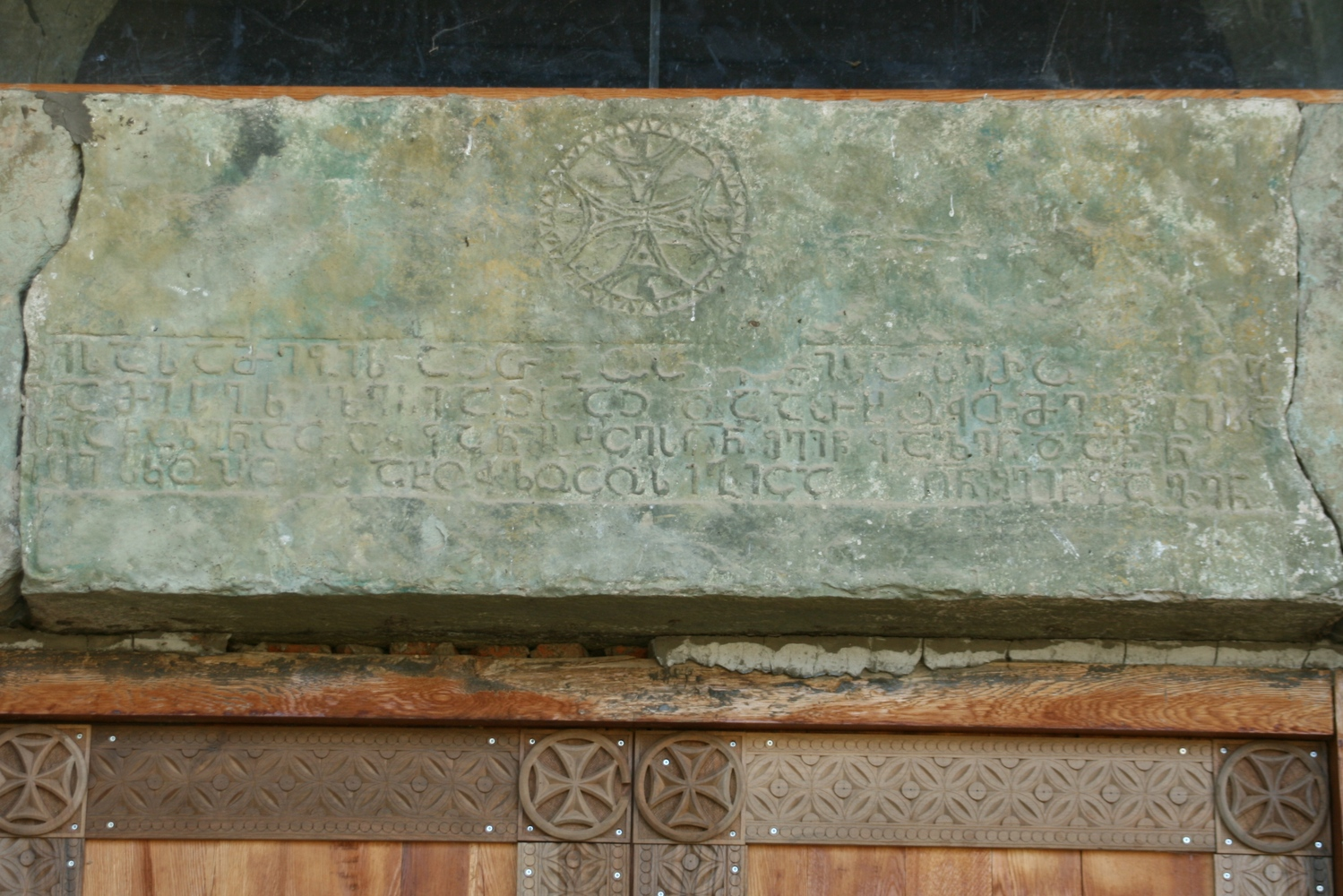
Der Türsturz mit der Replik der zweiten Inschrift. Die seitlichen Bruchstellen sind gut zu erkennen.

Die zweite Inschrift befand sich ursprünglich auf einem steinernen Türsturz über der linken Tür an der Nordseite der Kirche. Später brach der Stein an zwei Stellen durch, sodass nur seine beiden Endstücke in der Mauer verblieben. Das Zeilenende und insbesondere der Zeilenanfang der vierzeiligen Inschrift, die sich auf den verbliebenen Teilstücken befinden, sind heute kaum noch zu entziffern. Besser erhalten ist der bei einer Ausgrabung im Jahre 1937 wiederentdeckte abgebrochene Teil, dessen Replik wieder an der ursprünglichen Stelle eingelassen wurde. Das Original wird, ebenso wie der Originalstein der ersten Inschrift, im Staatlichen Simon-Dschanaschia-Museum in Tiflis aufbewahrt.
Die Inschrift lautet (mit Ergänzungen in eckigen Klammern):

„[შეწევნითა წმი]დისა სამებისაჲთა ოც წლისა პეროზ მეფი[სა ზე]
[ხიქმნა დაწყებაჲ] ამის ეკლესიაჲსაჲ და ათხუთმეტ წლის[ა შემდგომად]
[განხეშორა. ვი]ნ აქა შინა თაჳყანის ხცეს ღ~ნ შეიწყალენ და ვინ ა[მის ეკლ]
[ესიაჲსა დ~თ ე]პისკოპოსსა ხულოცოს იგიცა ღ~ნ შეიწყალენ. [ა~ნ.]“

Übersetzung:
„[Mit der Hilfe der heil]igen Dreifaltigkeit [geschah] im 20. Jahre des Kön[igs] Peroz [der Baubeginn] dieser Kirche, und im 15. Jahr[e danach wurde sie vollendet. We]r hierin Verehrung erweist, dessen möge sich Gott erbarmen, und wer für den Bischof d[ieser Kirche, David], betet, auch dessen möge sich Gott erbarmen. [Amen.]“
Die Herrschaft des im Text erwähnten Königs Peroz I. von Persien fällt in die Jahre 459–484, demzufolge müsste der Bau der Sioni-Kirche im Jahr 479 begonnen haben und im Jahr 493/494 vollendet worden sein, in der Regierungszeit des persischen Königs Kavadh I. (488–531).

## Dritte Inschrift
Die dritte Inschrift befindet sich ebenfalls an der Nordseite, und zwar über der rechten Tür, und bezieht sich auf die Installation dieser Tür:

„შეწევნითა ქრისტჱესითა მე ფარნ... და აზარუხტ შეხუაბთ ესე კარი სალოცველად სულთა ჩუენთათჳს.“

Übersetzung:
„Mit der Hilfe Christi haben wir, ich Parn... und Asarucht, diese Tür eingehängt zum Gebet für unsere Seelen.“

## Sonstiges
Alle drei Inschriften weisen eine altertümliche Form der georgischen Assomtawruli-Buchstaben auf, bei denen Bögen oben geschlossen sind (Tawschekruloba), während sie später als offene Bögen geschrieben wurden. Ebenso finden sich in allen drei Texten Beispiele eines später ausgefallenen ხ (ch), was für die ältesten georgischen Sprachdenkmäler bis zum 7. Jahrhundert typisch ist (sog. Chanmeti-Texte).